# Martiño Rivas
Martiño Rivas López (La Coruña, 10 gennaio 1985) è un attore spagnolo.
È conosciuto principalmente per la partecipazione alle serie televisive El internado e Le ragazze del centralino.

## Biografia
È figlio dello scrittore e giornalista Manuel Rivas.
Inizia molto giovane a partecipare ad alcune produzioni televisive locali ma il grande successo arriva con "El Internado" una serie mistery giovanile prodotta da Antena 3. La serie è un vero e proprio trampolino di lancio per lui ed altri colleghi (la più famosa è forse Ana de Armas che arriverà ad Hollywood).
Dopo questa serie alterna lavori al cinema e in televisione.

## Filmografia

### Cinema
- Puzzle (2004)
- Los girasoles ciegos, regia di José Luis Cuerda (2008)
- Universos (2009)
- 3 bodas de más (2013)
- Por un puñado de besos (2014)

### Televisione
- Mareas vivas – serie TV, 20 episodi (1998-1999)
- Maridos e mulleres – serie  TV, 21 episodi (2005)
- SMS – serie TV, 4 episodi (2006)
- El internado – serie TV, 71 episodi (2007-2010)
- El don de Alba – serie TV, 13 episodi (2013)
- Romeo e Giulietta – miniserie TV, 2 episodi (2014)
- So chi sei – serie TV (2017)
- Le ragazze del centralino (Las chicas del cable) – serie TV (2017-2020)
- Nacho – serie TV (2023)

## Doppiatori italiani
- Francesco Pezzulli in Romeo e Giulietta
- Marco Vivio in Le ragazze del centralino
- Omar Vitelli in El internado